# 阿科博
阿科博是南蘇丹東北部的小鎮，位於首都朱巴東北約450公里的瓊萊省，毗鄰埃塞俄比亞，鎮上有機場設施，2011年7月居民人數約1,000。阿科博有185名婦女和小孩在2009年8月的屠殺中遇害。

## 外部連結
- Location of Akobo At Google Maps
- Website of Akobociro